# دولوريس كليبرون (رواية)
دولوريس كليبرون هي رواية إثارة نفسية من تأليف الكاتب والمؤلف الأمريكي ستيفن كينغ. تروي الشخصية التي سُميت الرواية على اسمها (كليبرون) الحكاية فيها. لا تشتمل الرواية –تمامًا كبقية روايات المؤلف ستيفن كينغ- على أية فصول أو أية فواصل أخرى بين المقاطع، وبالتالي فإن نص الرواية هو سرد مستمر واحد يُقرأ كنسخة من مونولوج منطوق. كانت رواية دولوريس كليبرون هي الرواية الأكثر مبيعًا في الولايات المتحدة في عام 1992.

## ملخص الحبكة
تقع الأرملة دولوريس كليبورن، التي تبلغ  من العمر 65 عامًا وتعيش ضمن جماعة ماين الصغيرة في جزيرة ليتل تول، في قفص الاتهام بجريمة قتل ربة عملها المسنة والثرية  «فيرا دونوفان». تُقدم الرواية كنسخة من إفادتها التي قدمتها للموظف المسؤول عن الأمن في منطقتها ولكاتب الاختزال. تنقل الرواية محاولات دولوريس في إثبات براءتها بقضية مقتل السيدة فيرا التي تحملت مسؤولية رعايتها لعدة سنوات، لكنها تعترف بتدبير مقتل زوجها »جو سانت جورج «قبل ما يقارب الثلاثين عامًا. تتطور اعترافات دولوريس لتتحول إلى قصة حياتها وزواجها المثقل بالهموم والمشاكل، وإلى قصة علاقتها بصاحبة عملها.
تبدأ دولوريس (بطلة الرواية) بوصف علاقتها مع صاحبة عملها، التي بدأت عندما اشترت فيرا، مع زوجها المليونير، منزلًا صيفيًا في جزيرة ليتل تول في عام 1949، واستأجرت دولوريس كليبرون لتعمل كخادمة لها. تلقت دولوريس–بسبب قدرتها على التعامل مع المعايير الصارمة لفيرا- ترقية لتصبح مدبر منزل دونوفان. أصبحت فيرا –بعد وفاة زوجها بحادث سير في أواخر الخمسينيات- تقضي وقتًا متزايدًا في منزلها هذا، وانتقلت -في نهاية الأمر- لتسكن فيه بشكل دائم. أصبحت دولوريس، بعد تعرض فيرا لسلسلة من السكتات الدماغية في فترة الثمانينيات من القرن الماضي واقترابها شيئًا فشيئًا من مرحلة الخرف، مقدمة الرعاية المقيمة الخاصة بفيرا ومرافقتها، على الرغم من أنها كانت ترفض القيام بهذه المهام. كانت دولوريس تضطر في عملها هذا إلى مجاراة فيرا في الألعاب الفكرية التي اعتادت أن تمارسها في فترات وعيها، وإلى تهدئتها من هلوساتها المرعبة المتعلقة بقوة غريبة كانت تطلق عليها اسم »أرانب الرماد« عندما تفقد وعيها.
تكشف دولوريس أيضًا عن حالة الضيق التي عانى منها زوجها »جو سانت جورج «-مع بداية فترة عملها في منزل فيرا- بسبب شربه الدائم للكحول، إضافة إلى ميله إلى إساءة معاملة زوجته لفظيًا وجسديًا. وصلت المشاكل بين دولوريس وزجها جو إلى ذروتها في إحدى ليالي عام 1960، عندما اعتدى جو على دولوريس بوحشيةً -بعد أن شعر بأنها كانت تهمله- مستخدمًا قطعة من خشب الموقد وأصابها في الجزء الأسفل من ظهرها. قامت دولوريس، ردًا على فعلته هذه، بتحطيم وعاء سيراميكي على رأسه، وهددته بفأس كان بحوزتها، وأقسمت بأنها ستقدم على قتله في حال ضربها مرة أخرى. شهدت ابنة دولوريس وجو، المراهقة »سيلينا« هذه المواجهة، ولكنها لم تكن تدرك في تلك الفترة أنّ تصرف والدتها »دولوريس« كان دفاعًا عن النفس. توقف جو، بعد هذه الحادثة، عن ضرب زوجته دولوريس، على الرغم من أنها كانت تسمح له بالحديث عن استمرار ضربه لها أمام أهل الجزيرة، في محاولة منه لحفظ ماء الوجه، الأمر الذي أدى في نهاية المطاف إلى حدوث شرخ في العلاقة بين الأم وابنتها.
لاحظت دورلوريس، في فترة ما من عام 1962، تراجع العلاقات الاجتماعية لابنتها سيلينا، وأنها أصبحت أكثر عزلة، وخوفًا. واجهت دولوريس ابنتها -بعد أن تكهنت بأن السبب وراء التغيرات المفاجئة التي طرأت على شخصية ابنتها يكمن في مقابلتها لشاب ما، أو في تعاطيها للمواد المخدرة- أثناء عودتهما معًا إلى المنزل على متن عبارة الجزيرة. وضحت دولوريس لابنتها حقيقة ما جرى عندما هددت زوجها» جو« بالفأس –وهي الحادثة التي لطالما استخدمها جو لكسب تعاطف ابنته- واعترفت سيلينا –على مضض- بأن والدها قد تحرش بها. ازدادت حالة التوتر عند سيلينا شيئًا فشيئًا أثناء إجرائها لهذا الحوار مع والدتها، إلى أن وصلت إلى حالة هستيرية واندفعت للقفز من العبارة، أمسكت دولوريس ابنتها ومنعتها من القفز، وبدأت بتهدئتها، وتعهدت بحمايتها. قررت دولوريس في تلك الليلة قتل جو على الفور، ووصفت الحالة التي انتابتها أثناء اتخاذها لقرار قتل جو على أنها انفتاح لـ »بصيرتها«. لكنها قامت، بدلًا من ذلك، بمواجهته ووعدته بالإبلاغ عنه وإلقاء القبض عليه إذا تجرأ على لمس سيلينا مرة أخرى.

## روابط خارجية
- دولوريس كليبرون (رواية) على موقع الموسوعة البريطانية (الإنجليزية)